# 인성 (배우)
인성 (본명: 황인성, 1976년 11월 25일~ )은 대한민국의 배우이다.

## 출연작

### 드라마
- SBS 연속극《녹색마차》(2009년 5월 11일 ~ 2009년 10월 2일) ... 크리스(길수) 역
- SBS 연속극《물병자리》 (2008년 3월 3일~2008년 7월 19일) ... 유동하 역
- KBS2 《쾌도 홍길동》(2008년 1월 2일~2008년 3월 26일) ... 치수 역
- KBS2 《슬픔이여 안녕》(2005년 6월 11일~2006년 1월 1일)

### 영화
- 《해안선》(2002년) ... 대원 2 역
- 《주유소 습격 사건》(1999년) ... 고삘 2 역